# Phrygilanthus cordifolius
Phrygilanthus cordifolius är en tvåhjärtbladig växtart som beskrevs av Henry Hurd Rusby. Phrygilanthus cordifolius ingår i släktet Phrygilanthus och familjen Loranthaceae. Inga underarter finns listade i Catalogue of Life.